# Jacob Trouba
Jacob Ryan Trouba (* 26. února 1994) je profesionální americký hokejový obránce v týmu Anaheim Ducks v severoamerické lize NHL. V roce 2012 byl draftován již v 1. kole jako 9. celkově týmem Winnipeg Jets. V srpnu 2022 byl jmenován 28. kapitánem v klubové historii Rangers, kdy po čtyřleté pauze, kdy byl klub bez kapitána, nahradil Ryana McDonagha, který odešel v roce 2018 do týmu Tampa Bay Lightning.

## Ocenění a úspěchy
- 2024 NHL – Mark Messier Leadership Award

## Osobní život
V roce 2018 se zasnoubil a v červnu 2020 oženil se svojí dlouholetou přítelkyní Kelly Tyson.

## Klubové statistiky
| Sezona      | Klub             | Soutěž      | Základní část | Základní část | Základní část | Základní část | Základní část | Play off | Play off | Play off | Play off | Play off |
| Sezona      | Klub             | Soutěž      | Z             | G             | A             | B             | TM            | Z        | G        | A        | B        | TM       |
| ----------- | ---------------- | ----------- | ------------- | ------------- | ------------- | ------------- | ------------- | -------- | -------- | -------- | -------- | -------- |
| 2013–14     | Winnipeg Jets    | NHL         | 65            | 10            | 19            | 29            | 43            | —        | —        | —        | —        | —        |
| 2014–15     | Winnipeg Jets    | NHL         | 65            | 7             | 15            | 22            | 46            | 4        | 0        | 2        | 2        | 2        |
| 2015–16     | Winnipeg Jets    | NHL         | 81            | 6             | 15            | 21            | 62            | —        | —        | —        | —        | —        |
| 2016–17     | Winnipeg Jets    | NHL         | 60            | 8             | 25            | 33            | 54            | —        | —        | —        | —        | —        |
| 2017–18     | Winnipeg Jets    | NHL         | 55            | 3             | 21            | 24            | 34            | 17       | 2        | 1        | 3        | 17       |
| 2018–19     | Winnipeg Jets    | NHL         | 82            | 8             | 42            | 50            | 58            | 6        | 0        | 1        | 1        | 4        |
| 2019–20     | New York Rangers | NHL         | 70            | 7             | 20            | 27            | 61            | 3        | 0        | 1        | 1        | 0        |
| 2020–21     | New York Rangers | NHL         | 38            | 2             | 10            | 12            | 22            | —        | —        | —        | —        | —        |
| 2021–22     | New York Rangers | NHL         | 81            | 11            | 28            | 39            | 88            | 20       | 1        | 4        | 5        | 25       |
| 2022–23     | New York Rangers | NHL         | 82            | 8             | 22            | 30            | 63            | 7        | 0        | 0        | 0        | 6        |
| 2023–24     | New York Rangers | NHL         | 69            | 3             | 19            | 22            | 73            | 16       | 1        | 6        | 7        | 22       |
| NHL celkově | NHL celkově      | NHL celkově | 748           | 73            | 236           | 309           | 604           | 73       | 4        | 15       | 19       | 76       |

### Reprezentační statistiky
| Rok                    | Reprezentace           | Soutěž                 |    |   |   |    |    |
| Rok                    | Reprezentace           | Soutěž                 | Z  | G | A | B  | TM |
| 2011                   | USA 18                 | MS do 18 let           | 6  | 1 | 0 | 1  | 0  |
| 2012                   | USA 20                 | MSJ                    | 6  | 0 | 2 | 2  | 0  |
| 2012                   | USA 18                 | MS do 18 let           | 6  | 1 | 2 | 3  | 8  |
| 2013                   | USA 20                 | MSJ                    | 7  | 4 | 5 | 9  | 10 |
| 2013                   | USA                    | MS                     | 7  | 1 | 2 | 3  | 2  |
| 2014                   | USA                    | MS                     | 4  | 2 | 1 | 3  | 8  |
| 2016                   | USA                    | SP                     | 2  | 0 | 0 | 0  | 0  |
| 2017                   | USA                    | MS                     | 8  | 1 | 2 | 3  | 2  |
| Juniorská reprezentace | Juniorská reprezentace | Juniorská reprezentace | 25 | 6 | 9 | 15 | 18 |
| Seniorská reprezentace | Seniorská reprezentace | Seniorská reprezentace | 21 | 4 | 5 | 9  | 12 |